# T-43 (戦車・水陸両用)
T-43水陸両用戦車はソビエト連邦の試作戦車である。

## 概要
ソ連では1931年からイギリスより輸入したカーデンロイドD-12水陸両用戦車を元にした国産の水陸両用戦車の開発が行われていた。
まずT-33が開発された後、これを改良したT-37が生産され、量産性が高かったことから制式採用され、大量生産にいたった。これらの車両の機動力をそのままに、当時ソ連において戦車や装甲車に標準装備されていた45mm砲を搭載し、さらに装甲も厚くした水陸両用戦車の開発が始まった。これがT-43である。

## 開発
開発はキーロフ工場とヴォロシーロフ第37工場の二つの工場で競合する形で行われた。これらはキーロフ工場のものをT-43-1、ヴォロシーロフ工場のものをT-43-2と分類された。重量などに違いはあったものの、1934年までにそれぞれプロトタイプが完成し、試験が行われた。しかし当時のエンジンの出力では、武装を替えていないにもかかわらずT-37よりも500kg程度重くなったT-43が水上で稼働するのは難しく、水中の障害物に対して非常に弱く速度も0.5km/hと鈍足で、とても実戦運用出来るものではなかった。
しかし第二次五カ年計画の中でも開発を策定していたT-43への期待は強く、その後も問題点の指摘や改良が続けられたのだが、やはり根本的な解決はなく、1935年に生産計画は凍結された。

## その他
後に活躍したT-34の改良型もT-43の名称を与えられている。

## 参考
- http://madmax6391.deviantart.com/gallery/27777063?offset=96#/d37olgs